# Phillip D. Cagan
Phillip D. Cagan (1927-2012) foi um economista, acadêmico e autor norte-americano. Ele foi professor emérito de Economia na Universidade de Columbia. Seu trabalho é focado em política monetária e controle da inflação. Cagan publicou mais de 100 livros, artigos de periódicos, avaliações e relatórios sobre estes e outros tópicos em macroeconomia.